# Luis Álvaro (cómico)
Luis Álvaro Rodríguez (Madrid), más conocido como Luis Álvaro, es un guionista y cómico de stand up español. Actualmente, con más de diez monólogos grabados, forma parte de la factoría de Comedy Central (España) desde el 2009.

## Trayectoria
Antes de dedicarse a la comedia, estudió Comunicación Audiovisual en la Universidad Complutense de Madrid. Poco después, se incorporó al proyecto "Nuevos cómicos" de Comedy Central (España) como intérprete y autor de sus propios monólogos. Desde el 2009, participa cada año en la gira de teatro de "Las noches de Comedy Central" que recorre ciudades de toda España. Ha realizado colaboraciones puntuales en radio y televisión y ha sido guionista en las productoras MTV, Pausoka, Miramón Mendi, Zebra Producciones, Amiguetes Entertainment y El Terrat. 
En 2007, junto a la productora de Santiago Segura, Amiguetes Entertainment, fue guionista de Sabias a lo que venías de La Sexta.
De 2010 a 2012, fue uno de los cómicos participantes del Festival de Comedia de Comedy Central en Madrid, actuando en distintos espectáculos, entre ellos, el especial "Ángel Martín y amigos en concierto" y el evento "10 Cómicos 10" los tres años consecutivos, junto a Dani Rovira, Ricardo Castella, JJ Vaquero, Iñaki Urrutia, Tony Moog e Ignatius Farray, entre otros.
En 2014 Comedy Central estrenó la serie animada basada en sus gags Luis Álvaro en 1 minuto, que tuvo dos temporadas.
Durante la temporada 2014-2015, fue guionista y colaborador en el programa En el aire de La Sexta dirigido y presentado por Andreu Buenafuente. 
Después, entre 2017 y 2019 fue colaborador del programa Yu, No Te Pierdas Nada en Los 40, presentado por Dani Mateo.
Invitado en el programa Ilustres ignorantes de Canal Plus, ha participado en su gira teatral "Ilustres Ingorantes, en la calle", en Sopa de gansos de Cuatro, en la tertulia "Cómicos" de A vivir que son dos días de La Ser junto a Goyo Jiménez o David Broncano entre otros y en el programa Lo de las noticias en eldiario.es.
En 2015 antes de presentar su espectáculo en una gira por Argentina y Uruguay con funciones y workshops  en el Paseo La Plaza de Buenos Aires, forma parte del II Congreso Universitario sobre el Monólogo Cómico de la Universidad Autónoma de Madrid organizado por Dani Alés y cuya conferencia inaugural estuvo a cargo de Joaquín Reyes.
Actualmente[¿cuándo?] prepara su último monólogo para Comedy Central, así como su incursión en el Festival Just For Laughs de Montreal y su regreso a Latinoamérica.

## Estilo
El estilo de sus monólogos se caracterizan por un humor surrealista y absurdo donde se encadenan reflexiones y asociaciones mentales de lenguaje depurado con chistes cortos y directos, en forma de "oneliners" al estilo de grandes como Steven Wright y Mitch Hedberg, algunos de ellos recuerdan en técnica a las greguerías de Ramón Gómez de la Serna.